# С Богом всё возможно
«С Богом всё возможно» — девиз американского штата Огайо. Цитируемый из Евангелия от Матфея, стих 19:26, это единственный государственный девиз, взятый непосредственно из Библии (греч. παρὰ δὲ θεῷ πάντα δυνατά, para de Theō panta dynata). Он определен в разделе 5.06 Пересмотренного Кодекса штата Огайо и иногда появляется под печатью штата Огайо. Девиз был принят в 1959 году и выдержал испытание федеральной Конституцией в 2001 году. Штат утверждает, что это общее выражение оптимизма, а не одобрение конкретной религии.

## Использование

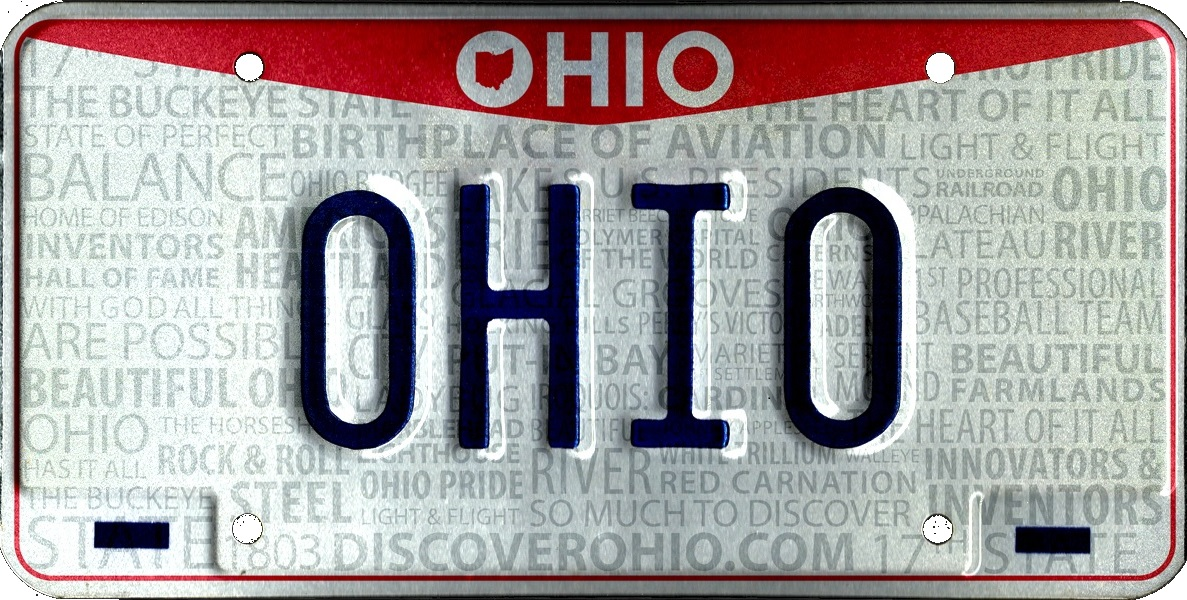
Номерной знак «Огайо Прайд»

Девиз появляется под печатью Огайо на официальных бланках некоторых агентств штата и округа. Крупномасштабная версия выставлена на площади возле Здания штата Огайо. Девиз штата появляется на флаге округа Франклин под печатью округа, основанной на печати штата. Школьные округа штата Огайо обязаны принимать и демонстрировать любую пожертвованную копию девиза, соответствующую определенным критериям.
Бюро транспортных средств штата Огайо часто использует этот девиз. Как одна из 46 фраз, напечатанных на дизайне номерного знака «Гордость Огайо», представленном 15 апреля 2013 года, девиз расположен в двух строках в левом центре базовой пластины, под «Залом славы изобретателей» и над «Красивым Огайо». ". Водительские права и удостоверения личности, выданные с 2019 года, в том числе те, которые соответствуют требованиям Real ID, включают девиз в слабый водяной знак на лицевой стороне.
До 1997 года этот девиз чаще всего встречался в формах подоходного налога, выпускаемых Департаментом налогообложения штата Огайо. Департамент прекратил использовать этот девиз в своем годовом отчете в 2002 году.

## История

### Ранние девизы

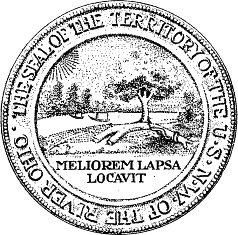
Печать территории США к северо-западу от реки Огайо

Огайо считается преемником Северо-Западной территории, на печати которой был написан латинский девиз Meliorem lapsa locavit, что означает «Он посадил лучшее, чем упавшее». Этот девиз, который, возможно, произошел от Печати Южной Каролины, прославлял внутренние улучшения, которые позволили оттеснить пустыню. Первое зарегистрированное использование печати было в прокламации от 26 июля 1788 года. В результате обретения статуса штата Огайо в 1803 году у нее не было девиза, хотя Meliorem lapsa locavit остается девизом округа Бельмонт.

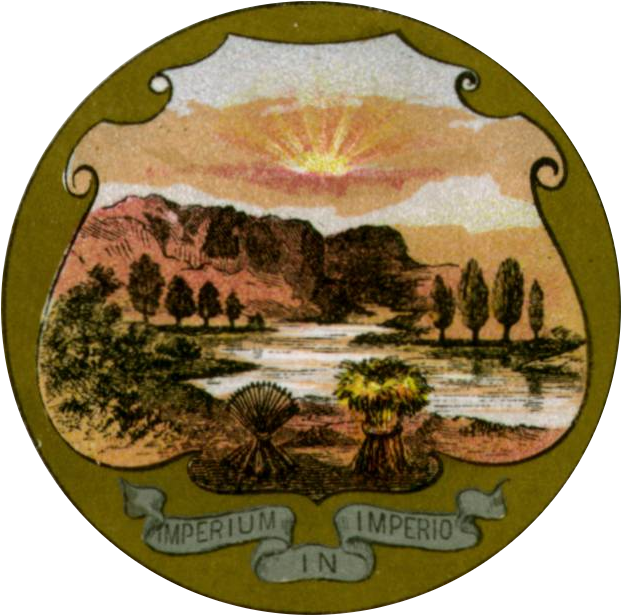
Иллюстрация печати 1866 года с девизом «Imperium in Imperio».

19 февраля 1866 года будущий суперинтендант народного просвещения Уильям Д. Хенкл написал государственному секретарю Уильяму Генри Смиту, перечислив 125 греческих, латинских и французских фраз, из которых можно выбрать девиз штата. Видимо, считалось, что девиз классического происхождения будет более достойным, чем девиз английского языка. 6 апреля Генеральная ассамблея республиканцев приняла 57 SB 172, утвердив тщательно продуманную новую государственную печать и герб. На гербе был девиз Imperium in Imperio, что на латыни означает «Империя внутри империи» или «Суверенитет внутри суверенитета», номер 85 в списке Хенкле. Губернатор Джейкоб Долсон Кокс впервые использовал новую печать и девиз в прокламации от 5 ноября. Хотя он был призван превозносить величие штата, девиз сочли слишком претенциозным и иронично напомнили о правах штатов только через год после Гражданской войны. Историк Раш Р. Слоан позже описал это как «своего рода кульминацию абсурда».
9 мая 1868 года, столкнувшись со значительным перерасходом средств, связанным с новой печатью, Демократическая ассамблея отменила весь статут. Представитель Джейкоб Вольф предложил оставить девиз на месте, а представитель Фрэнсис Бейтс Понд предложил заменить его на Fiat justicia ruat cœlem, что на латыни означает «Пусть свершится правосудие, даже если небо упадет». Несмотря на усилия законодателей, штат снова остался без официального девиза.
После 1868 года были сотни безуспешных попыток обозначить новый государственный девиз. 29 июня 1933 года Сенат принял резолюцию, провозгласившую девизом «Ворота на Запад», но она не была принята Палатой представителей. В начале 1950-х годов Генеральная Ассамблея организовала конкурс на выбор девиза. В 1953 году член палаты представителей Анна Ф. Хейз О’Нил представила законопроект об обозначении девиза штата к полуторасотлетнему юбилею Огайо, но он был внесен на рассмотрение. Предложение 1957 года разместить на печати «Дом света и полета» означало бы место рождения Томаса Эдисона в Милане и родной город братьев Райт Дейтон. В том же году сенатор штата Лоуэлл Фесс выступил спонсором законопроекта, поддержанного Американским легионом Огайо, который восстановил бы Imperium in Imperio.

### Текущий девиз
В марте 1958 года десятилетний Джимми Мастронардо из Цинциннати написал The Cincinnati Enquirer, указав, что Огайо был единственным из 48 штатов, у которого не было девиза. Он рекомендовал фразу: «С Богом все возможно». Госсекретарь Тед В. Браун призвал его донести свое предложение до законодателей и зарегистрировал его в качестве лоббиста. Он позвонил сенатору своего штата Уильяму Х. Дедденсу, который пригласил его дать показания перед правительственным комитетом Сената штата 24 февраля 1959 года. Мастронардо собрал 18 000 подписей в рамках кампании под петицией, сначала собирая их по домам и на местном кулинарном фестивале. 22 июня Палата представителей единогласно проголосовала за принятие законопроекта, в котором будет принят его девиз, после того как ему была предоставлена беспрецедентная привилегия обращаться к Палате представителей с трибуны спикера. Губернатор Майкл ДиСалле подписал закон 103 SB 193 в июле, вступивший в силу 1 октября 1959 года. Девиз впервые появился в государственной публикации в следующем году, когда офис государственного секретаря раздал школьникам брошюру о государственных символах.
Хотя многие понимают, что этот девиз исходит из слов Иисуса во время встречи с богатым молодым человеком, Мастронардо сказал репортерам, что он просто предложил любимое высказывание своей матери, не подозревая о его библейском происхождении. На встрече представителей избирательных комиссий штата Браун вручил ему награду Citation Award, а неожиданный гость, комик Джо Э. Браун, похвалил двенадцатилетнего мальчика за его усилия. Мастронардо также получил флаг Огайо с вышитым девизом.

### Споры

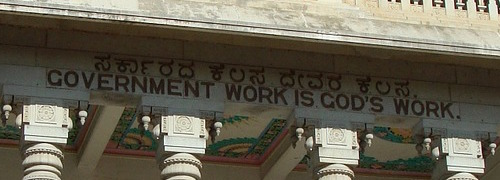
Над входe в Видхана Судху на каннада и английском языках написано «Работа правительства — это работа Бога».

В апреле 1996 года губернатор Джордж Войнович вернулся из торговой миссии в Индию, где он увидел надпись «Работа правительства — дело Бога» (каннада: ಸರ್ಕಾರದ ಕೆಲಸ ದೇವರ ಕೆಲಸ), на заметном место на Видхане Судха, столица штата Карнатака в Бангалоре. Эта выставка натолкнула его на идею сделать аналогичную надпись девиза Огайо на Здании штата в Колумбусе в рамках проекта реконструкции стоимостью 110 миллионов долларов, который был близок к завершению. Он обнародовал это предложение во время празднования Национального дня молитвы в мае. В ноябре Контрольно-консультативный совет Капитолийской площади решил вместо этого установить печать и девиз на площади, примыкающей к Государственной резиденции.
В 1997 году, незадолго до установки бронзового светильника, филиал Американского союза гражданских свобод (ACLU) в Огайо подал в суд на правление, Войновича, госсекретаря Боба Тафта и нескольких других государственных чиновников. ACLU заявил, что штат нарушил пункт о создании Первой поправки к Конституции США и аналогичный пункт в Конституции Огайо. Государство утверждало, что его девиз не был явно христианским, сравнивая его с национальным девизом «На бога уповаем» и использованием слова «под Богом» в клятве верности. Его объяснили как «неотразимый символ надежды, вдохновения и упорства». ACLU представлял помощника пресвитерианского священника из Кливленда, который возражал против упрощения государством цитаты, приписываемой Иисусу. Опрос, спонсируемый ACLU весной 1997 года, показал, что только два процента жителей округа Саммит знали этот девиз.
1 сентября 1998 года окружной судья США Джеймс Л. Грэм поддержал этот девиз, посчитав его «в целом теистическим», не поддерживая какую-либо конкретную конфессию, но запретил штату ссылаться на его источник. Государство осуществило монтаж в течение нескольких дней. 25 апреля 2000 г. коллегия Апелляционного суда шестого округа отменила решение суда низшей инстанции, установив, что «эти слова не имеют светской цели и представляют собой одобрение христианской религии правительством». Однако Совет по американо-исламским отношениям оспорил этот вывод, сославшись на стих 2:106 Корана, в то время как Всемирная ассоциация вайшнавов возражала, ссылаясь на индуистские писания.
К этому времени девиз получил значительную общественную поддержку. Опрос штата Огайо, проведенный в июне 2000 года Университетом Цинциннати, показал, что 62 % жителей Огайо знали об апрельском постановлении; из них 11 % согласились с этим, а 88 % не согласились. Палата представителей США проголосовала 333-27 (из них 66 голосовали «присутствовали»), чтобы принять необязывающую резолюцию, авторами которой выступили представители Майк Оксли и Тони П. Холл от Огайо, в которой выражалась поддержка девиза Огайо и других, которые обратитесь к Богу. Вся делегация Огайо, за исключением члена палаты представителей Стефани Таббс Джонс, проголосовала за. К декабрю офис генерального прокурора Бетти Монтгомери получил 15 000 писем поддержки по делу ACLU — больше, чем по любому другому вопросу за время ее полномочий.
16 марта 2001 г., после рассмотрения в полном составе, Апелляционный суд шестого округа в полном составе подтвердил решение судьи Грэма 9-4, оставив девиз в силе. В особом мнении судья Гилберт С. Мерритт-младший выразил скептицизм по поводу того, что государство полностью намеревается отделить религиозный смысл от этих слов. Он отметил, что чиновники Огайо часто объясняли девиз своим избирателям с религиозной точки зрения: государственные секретари от Брауна до Тафта цитировали Матфея 19:26 в брошюрах, а в 2000 году Монтгомери написал избирателям, что «разрушение девиза нашего штата является часть тщательно разработанного плана по лишению Америки всех символов нашей веры». 7 июня 2001 года ACLU отказался подавать апелляцию по делу, опасаясь последствий отрицательного решения консервативного Верховного суда США.

## Похожие девизы
Как отмечается в деле ACLU v. Capitol Square Review and Advisory Board, федеральное правительство также взывает к Богу как в своем официальном девизе «In god we trust», так и в клятве верности. Три федеральных окружных суда подтвердили национальный девиз.
Помимо Огайо, несколько других штатов, территорий и городов ссылаются на Бога на своих печатях, не цитируя Библию:
- На печати Южной Дакоты есть девиз «Под Богом правит народ». Колорадо включает Nil sine numine, что на латыни означает «Ничто без провидения» или «Ничто без Божества». В Аризоне есть Ditat Deus, что означает «Бог обогащает». Девизы всех трех были выбраны губернаторами территорий еще до обретения статуса штата.
- На печати Флориды изображен национальный девиз.
- Хотя официальный девиз Кентукки — «Вместе мы стоим, разделенные — падаем», в 2002 году законодательный орган также принял Deo gratiam habeamus («Давайте будем благодарны Богу») в качестве латинского девиза штата.
- Девиз Американского Самоа — Samoa Muamua Le Atua, что означает «Самоа, пусть Бог будет первым».
- Девиз Бостона — Sicut patribus sit deus nobis: «Пусть Бог будет нам как отец наш».

На гербе Пуэрто-Рико есть девиз Joannes est nomen ejus, что означает «Его зовут Джон». Как и девиз Огайо, это цитата из Библии, в данном случае из Евангелия от Луки, глава и стих 1:63. Девиз является отсылкой к Святому Иоанну Крестителю или Сан-Хуану Баутисте, первоначальному тезке острова. Он отражает сильное римско-католическое наследие Содружества как бывшей испанской колонии. Точно так же на реверсе печати Мэриленда изображен девиз Scuto bonæ voluntatis tuæ coronasti nos из Псалмы 5:12, что означает «С благосклонностью Ты проведешь нас, как щитом».